# Yahel (Kibbuz)
Yahel (hebräisch יַהֵל Jahel) ist ein Kibbuz in der Arava-Region der Wüste Negev im Süden Israels, wenige hundert Meter von der jordanischen Grenze und etwa 65 Kilometer von der Stadt Eilat entfernt.
Der Name Yahel ist symbolisch und bedeutet „(er) wird ein Zelt aufstellen“. Er stammt aus dem Buch Jesaja (Jes 13,20 ).
Yahel ist der erste Kibbuz, der von der Jüdischen Reformbewegung im November 1976 gegründet wurde.
Der Kibbuz Yahel beherbergt um die 50 Mitglieder und Kandidaten, welche sich vor allem durch den landwirtschaftlichen Anbau von Datteln, Pomelos, Melonen, Wassermelonen und Paprika versorgen, sowie durch die Haltung von 250 Kühen und diversen touristischen Angeboten. 2018 wohnten 194 Einwohner dort.
Auf dem rund 3,4 km² großen Gelände befinden sich außerdem unter anderem eine Synagoge, eine Bibliothek, ein Basketballplatz und Unterkünfte für Gäste.